# Серджо Пелліссьє
Серджо Пелліссьє (італ. Sergio Pellissier, нар. 12 квітня 1979, Аоста) — італійський футболіст, що грав на позиції нападника. По завершенні ігрової кар'єри — спортивний функціонер.
Майже всю кар'єру провів у веронському «К'єво», в історії якого утримує лідерство за кількістю матчів і голів у Серії A.

## Клубна кар'єра
Народився 12 квітня 1979 року в місті Аоста. Вихованець футбольної школи клубу «Торіно». Дорослу футбольну кар'єру розпочав 1996 року в основній команді того ж клубу, в якій провів два сезони, взявши участь в одному матчі Серії B і одній грі на Кубок країни. 
Згодом з 1998 по 2002 рік грав у складі третьолігових команд «Варезе» та СПАЛ.
2002 року перейшов до клубу «К'єво», за який відіграв наступні сімнадцять сезонів. Більшість часу, проведеного у складі «К'єво», був основним гравцем атакувальної ланки команди. За цей час встановив низку клубних рекордів — 517 офіційних матчів в усіх турнірах, 459 матчів у Серії A, 112 голів у найвищому італійському дивізіоні, а також став у віці 39 років і 290 днів найвіковішим автором гола за «К'єво» в іграх Серії A.

## Виступи за збірні
1997 року дебютував у складі юнацької збірної Італії (U-17), загалом на юнацькому рівні взяв участь у 5 іграх.
2009 року провів свою єдину офіційну гру у складі національної збірної Італії, у якій відзначився забитим голом у ворота збірної Північної Ірландії.

## Статистика виступів

### Статистика клубних виступів
| Сезон              | Команда            | Чемпіонат          | Чемпіонат | Чемпіонат | Національний кубок | Національний кубок | Національний кубок | Єврокубки | Єврокубки | Єврокубки | Інші змагання | Інші змагання | Інші змагання | Усього | Усього |
| Сезон              | Команда            | Ліга               | Ігор      | Голів     | Ліга               | Ігор               | Голів              | Ліга      | Ігор      | Голів     | Ліга          | Ігор          | Голів         | Ігор   | Голів  |
| ------------------ | ------------------ | ------------------ | --------- | --------- | ------------------ | ------------------ | ------------------ | --------- | --------- | --------- | ------------- | ------------- | ------------- | ------ | ------ |
| 1996–97            | «Торіно»           | B                  | 1         | 0         | КІ                 | 0                  | 0                  | -         | -         | -         | -             | -             | -             | 1      | 0      |
| 1997–98            | «Торіно»           | B                  | 0         | 0         | КІ                 | 1                  | 0                  | -         | -         | -         | -             | -             | -             | 1      | 0      |
| Усього за «Торіно» | Усього за «Торіно» | Усього за «Торіно» | 1         | 0         |                    | 1                  | 0                  |           | -         | -         |               | -             | -             | 2      | 0      |
| 1998–99            | «Варезе»           | C1                 | 27        | 4         | КІ-C               | 3                  | 1                  | -         | -         | -         | -             | -             | -             | 30     | 5      |
| 1999–00            | «Варезе»           | C1                 | 26        | 5         | КІ-C               | 4                  | 4                  | -         | -         | -         | -             | -             | -             | 30     | 9      |
| Усього за «Варезе» | Усього за «Варезе» | Усього за «Варезе» | 53        | 9         |                    | 7                  | 5                  |           | -         | -         |               | -             | -             | 60     | 14     |
| 2000–01            | СПАЛ               | C1                 | 14        | 3         | КІ-C               | 1                  | 0                  | -         | -         | -         | -             | -             | -             | 15     | 3      |
| 2001–02            | СПАЛ               | C1                 | 30        | 14        | КІ-C               | 5                  | 4                  | -         | -         | -         | -             | -             | -             | 35     | 18     |
| Усього за СПАЛ     | Усього за СПАЛ     | Усього за СПАЛ     | 44        | 17        |                    | 6                  | 4                  |           | -         | -         |               | -             | -             | 50     | 21     |
| 2002–03            | «К'єво»            | A                  | 25        | 5         | КІ                 | 4                  | 0                  | КУЄФА     | 1         | 0         | -             | -             | -             | 30     | 5      |
| 2003–04            | «К'єво»            | A                  | 27        | 3         | КІ                 | 1                  | 0                  | -         | -         | -         | -             | -             | -             | 28     | 3      |
| 2004–05            | «К'єво»            | A                  | 34        | 7         | КІ                 | 0                  | 0                  | -         | -         | -         | -             | -             | -             | 34     | 7      |
| 2005–06            | «К'єво»            | A                  | 34        | 13        | КІ                 | 2                  | 0                  | -         | -         | -         | -             | -             | -             | 36     | 13     |
| 2006–07            | «К'єво»            | A                  | 36        | 9         | КІ                 | 1                  | 0                  | ЛЧ+КУЄФА  | 2+0       | 0+0       | -             | -             | -             | 39     | 9      |
| 2007–08            | «К'єво»            | B                  | 37        | 22        | КІ                 | 1                  | 0                  | -         | -         | -         | -             | -             | -             | 38     | 22     |
| 2008–09            | «К'єво»            | A                  | 38        | 13        | КІ                 | 1                  | 1                  | -         | -         | -         | -             | -             | -             | 39     | 14     |
| 2009–10            | «К'єво»            | A                  | 35        | 11        | КІ                 | 1                  | 1                  | -         | -         | -         | -             | -             | -             | 36     | 12     |
| 2010–11            | «К'єво»            | A                  | 35        | 11        | КІ                 | 0                  | 0                  | -         | -         | -         | -             | -             | -             | 35     | 11     |
| 2011–12            | «К'єво»            | A                  | 35        | 8         | КІ                 | 1                  | 0                  | -         | -         | -         | -             | -             | -             | 36     | 8      |
| 2012–13            | «К'єво»            | A                  | 24        | 5         | КІ                 | 1                  | 1                  | -         | -         | -         | -             | -             | -             | 25     | 6      |
| 2013–14            | «К'єво»            | A                  | 22        | 1         | КІ                 | 1                  | 0                  | -         | -         | -         | -             | -             | -             | 23     | 1      |
| 2014–15            | «К'єво»            | A                  | 27        | 7         | КІ                 | 1                  | 0                  | -         | -         | -         | -             | -             | -             | 28     | 7      |
| 2015–16            | «К'єво»            | A                  | 19        | 5         | КІ                 | 1                  | 0                  | -         | -         | -         | -             | -             | -             | 20     | 5      |
| 2016–17            | «К'єво»            | A                  | 30        | 9         | КІ                 | 1                  | 1                  | -         | -         | -         | -             | -             | -             | 31     | 10     |
| 2017–18            | «К'єво»            | A                  | 19        | 1         | КІ                 | 1                  | 1                  | -         | -         | -         | -             | -             | -             | 20     | 2      |
| 2018–19            | «К'єво»            | A                  | 19        | 4         | КІ                 | 0                  | 0                  | -         | -         | -         | -             | -             | -             | 19     | 4      |
| Усього за «К'єво»  | Усього за «К'єво»  | Усього за «К'єво»  | 496       | 134       |                    | 18                 | 5                  |           | 3         | 0         |               | -             | -             | 517    | 139    |
| Усього за кар'єру  | Усього за кар'єру  | Усього за кар'єру  | 594       | 160       |                    | 32                 | 14                 |           | 3         | 0         |               | -             | -             | 629    | 174    |

### Статистика виступів за збірну
| Дата     | Місто | Господарі | Результат | Гості             | Турнір           | Голи | Примітки |
| -------- | ----- | --------- | --------- | ----------------- | ---------------- | ---- | -------- |
| 6-6-2009 | Піза  | Італія    | 3 – 0     | Північна Ірландія | товариський матч | 1    | 62'      |
| Усього   |       | Матчів    | 1         |                   | Голів            | 1    |          |